# نیایش (کتاب)
 نیایش با عنوان فرعی پژوهشی در تاریخ و روان‌شناسی دین، اثر فریدریش هایلر ـ الهیات‌دان، مورخ و پژوهشگر برجستهٔ آلمانی ـ از همان آغاز که به زبان آلمانی انتشار یافت، معلوم بود کتابی پراهمیت و مؤثر است. شخصیت‌های صاحب‌نامی آن را ستودند. کتاب مورد استقبال قرار گرفت، به چاپ‌های متعدد رسید، و رفته‌رفته به صورت اثری کلاسیک درآمد. امروزه کم‌تر اثری در تحلیل دعا و نیایش می‌توان یافت که به‌نحوی از این کتاب تأثیر نپذیرفته باشد. فریدریش هایلر (۱۹۶۷ - ۱۸۹۲) با ایمان به این‌که «عصر نوی پیش روی بشر است»، معتقد بود نیایش، زمینه‌ای مهم و اساسی برای کندوکاو در ژرفای ادیان و زمین حاصل‌خیزی برای بارورساختن نهال‌های اُنس و مودّت میان انسان‌ها و شناخت بیش‌تر یکدیگر است.
هایلر کتاب حاضر را در ۱۳ فصل نیایش بدوی، نیایش آیینی، نیایش در دین تمدن یونانی، نقادی و کمال مطلوب نیایش در اندیشه فلسفی، نیایش در تجربه شخصیت‌های دینی بزرگ، ویژگی‌های عمومی عرفان و دین‌پیامبرانه، نیایش در عرفان، تنوع نیایش عرفانی، نیایش در دین پیامبرانه، نیایش شخصی بزرگان، نیایش در پرستشگری همگان، نیایش شخصی و ذات نیایش به رشته تحریر درآورده است.

## ترجمه فارسی
این کتاب توسط شهاب‌الدین عباسی به فارسی برگردانده شده است. و در سال ۱۳۹۱ توسط نشر نی به چاپ رسیده است.